# 環丙烷
環丙烷是環烷烴分子的一種，其分子式為C3H6，代表它有3個環狀連結的碳原子，每個碳原子另和兩個氫原子連結。由於碳原子鍵之間的角度在幾何上僅60°(而實際上碳原子鍵之間的角度為105.5°，稱為香蕉鍵)，比正常的109.5°低，因此這種化合物很不穩定，比其他烷要活躍。

## 存在
许多药物和天然产物中都含有环丙烷的环系，常见的例子有除虫菊酯、乳杆菌酸、二氢苹婆酸和反苯环丙胺等。1990年时Yoshida等人从链霉菌科细菌 Streptoverticillium fervens 中分离出一个具有抗真菌功效的核苷类天然产物（FR-900848），其中有一个含有五个环丙烷环系的C23脂肪酸侧链。

## 合成
环丙烷环系可以通过Simmons-Smith反应来构建。
研究显示某些细菌的脂肪酸中的环丙烷环系是以相应的烯烃为底物合成的，亚甲基化试剂为S-腺苷基蛋氨酸（SAM）。然而此反应的具体机理仍然不清楚，有多种不同的解释。